# Taroom
Taroom  /təˈruːm/ es una ciudad en el Shire de Banana y una localidad dividida entre Shire de Banana y la región de Western Downs en Queensland, Australia. En el censo 2016, Taroom tenía una población de 869 personas.

## Geografía
El pueblo está ubicado sobre el río Dawson y la Carretera Leichhardt, 380 kilómetros al noroeste de la capital del estado, Brisbane, 300 kilómetros al oeste de Maryborough, 261 kilómetros al suroeste de Rockhampton y 302 kilómetros de Toowoomba.
La carretera Leichhardt la atraviesa de sur a norte y la carretera Roma-Taroom ingresa por el suroeste.

## Historia

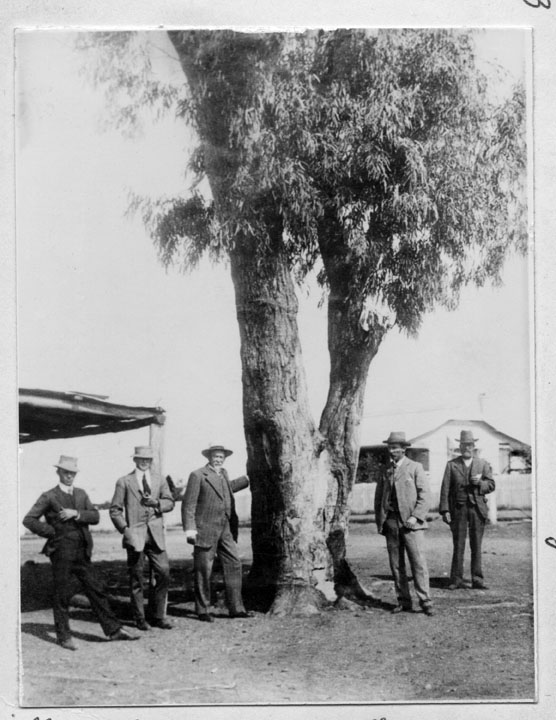
Árbol de Leichhardt en el río Dawson, Taroom, alrededor de 1914.

El explorador prusiano Ludwig Leichhardt pasó por el distrito en 1844 y grabó sus iniciales y fecha en un árbol coolibah que ahora se encuentra en el centro de la ciudad. La talla de Leichhardt ya no es visible luego de un supuesto intento de eliminar la corteza que crecía sobre las iniciales y que también eliminó las iniciales. Al informar sobre los ricos suelos de la zona, los colonos comenzaron a ocupar tierras en 1845 y en 1850 se había establecido una ciudad en un lugar popular para acampar cerca del río Dawson.

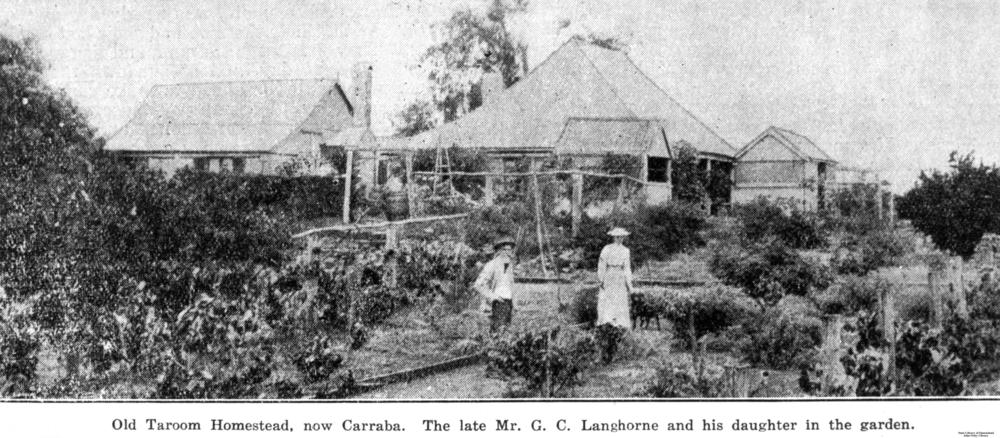
Estación ganadera de Taroom, alrededor de 1885

Originalmente llamada Bonners Knob, la ciudad pasó a llamarse Taroom, posiblemente en honor a la cercana estación ganadera de Taroom, una vez que se completó la primera oficina de correos en 1856. Se dice que el nombre Taroom es una palabra aborigen waka tarum que significa lima silvestre.
Situado 40 kilómetros al oeste de Taroom se encuentra la estación Hornet Bank, que fue el lugar de la masacre de Hornet Bank en 1857, cuyas represalias genocidas llevaron a la eliminación del grupo lingüístico indígena Yiman y de su pueblo.
La ciudad fue inspeccionada por Clarendon Stuart en 1860.
Taroom es la ciudad del interior más antigua de Queensland después de Ipswich.[cita requerida]
La escuela estatal Taroom abrió sus puertas el 11 de abril de 1871 como escuela primaria. En 1964, a la escuela se le añadió un departamento de secundaria para brindar educación secundaria hasta el año 10.
En 1883, el oficial de policía de Taroom, William O'Dwyer, murió después de que un hombre al que intentaba arrestar lo golpeara en la cabeza con un hacha de guerra cerca de Wandoan. El sospechoso fue inmediatamente asesinado a tiros por un agente de policía que lo acompañaba. O'Dwyer murió a causa de sus heridas treinta minutos después de ser golpeado y fue enterrado en Wandoan. El 7 de septiembre de 2012, el subcomisionado de policía Paul Wilson descubrió una placa en una roca frente a la comisaría de Taroom para conmemorar la muerte de O'Dwyer en el cumplimiento del deber.
La Misión Aborigen Taroom funcionó hasta 1927, cuando se cerró y sus residentes se mudaron a Woorabinda, Queensland.

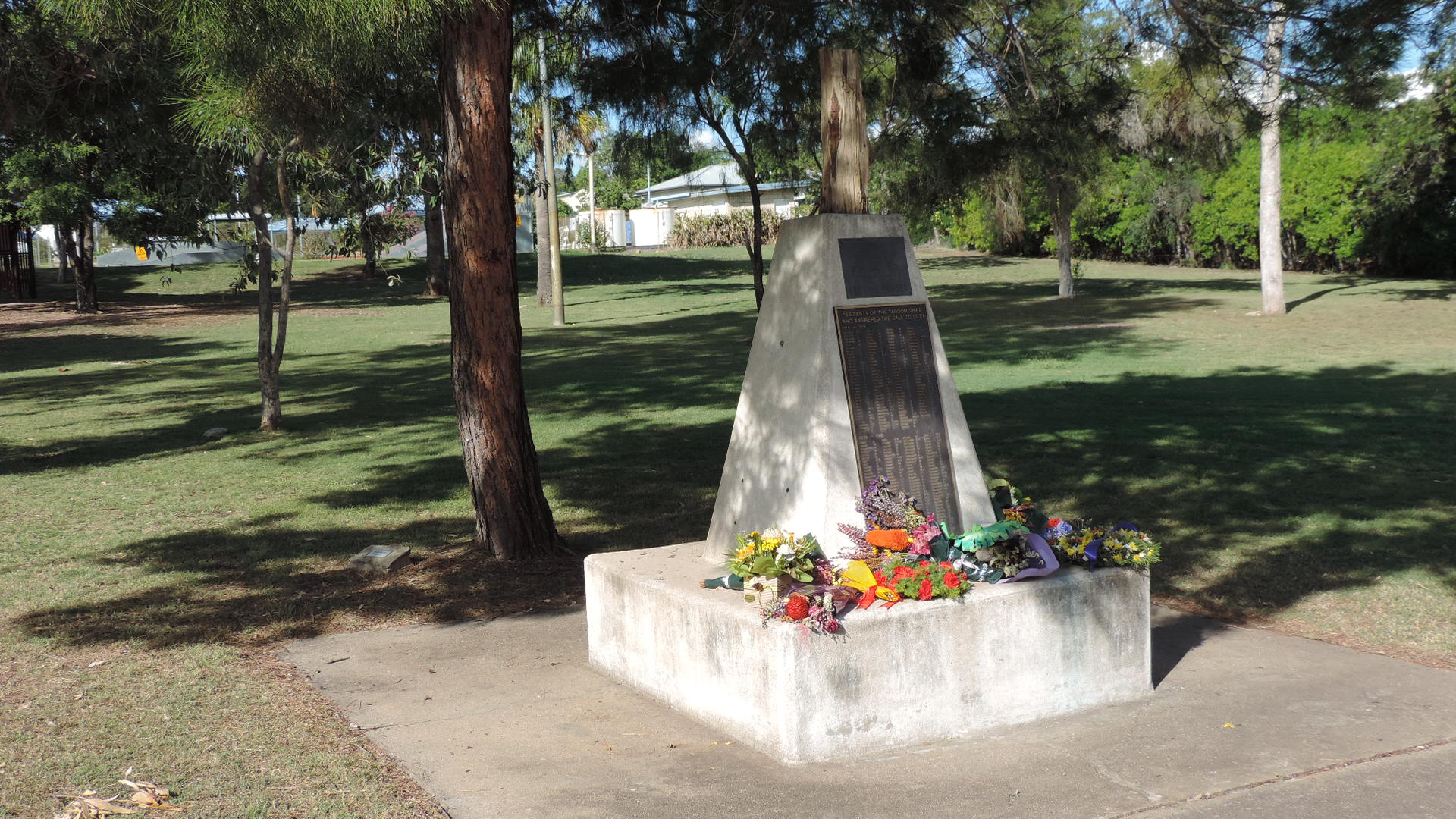
Monumento a los caídos, Taroom, 2014.

El Taroom War Memorial conmemora a los residentes de Taroom Shire que sirvieron en la Primera Guerra Mundial, la Segunda Guerra Mundial y la Guerra de Vietnam. Está ubicado en el parque Ludwig Leichhardt en Yaldwyn Street y se inauguró alrededor de 1973.

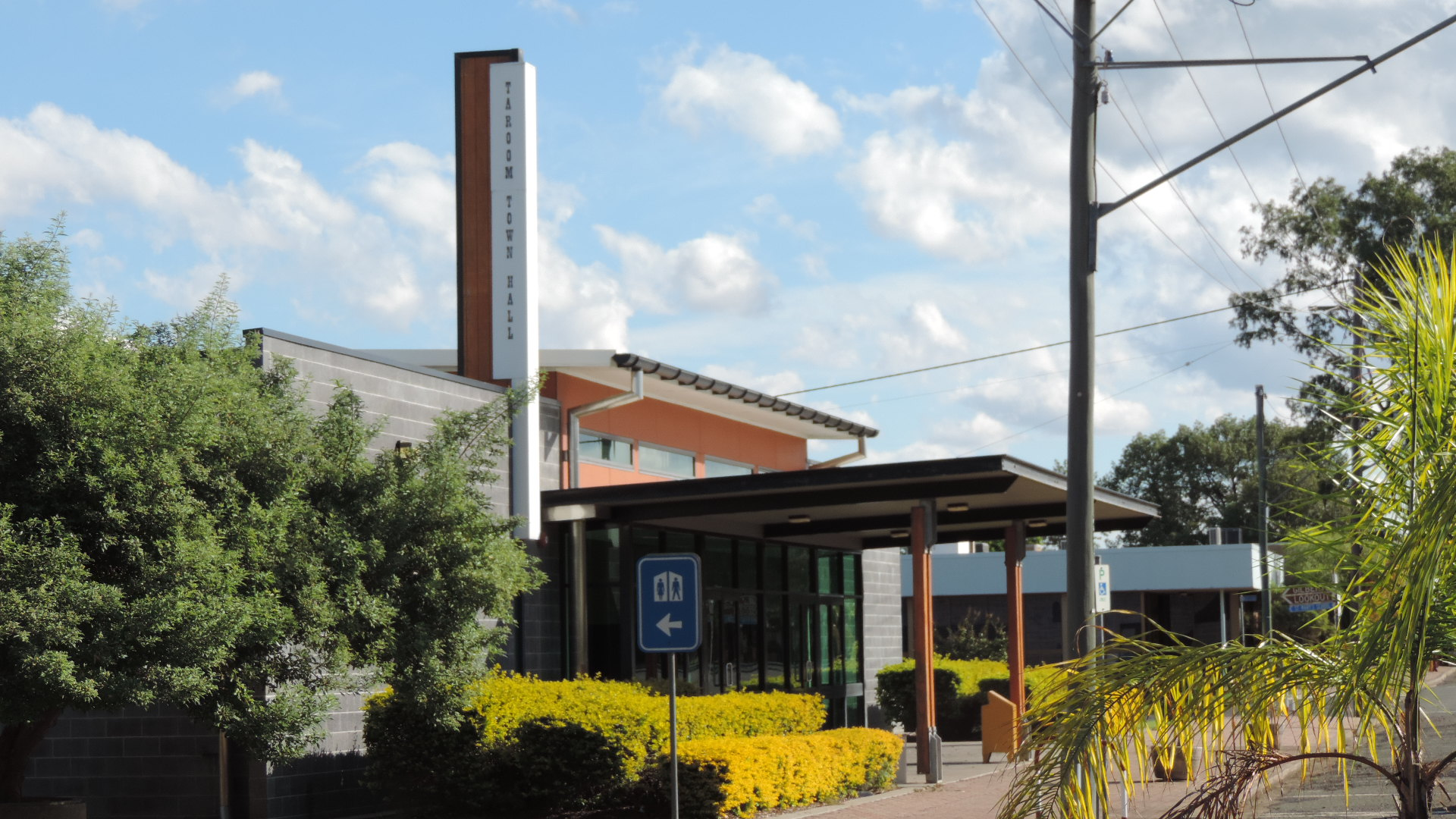
Ayuntamiento de Taroom, 2014

El Ayuntamiento de Taroom se construyó en 2004, justo al lado de las cámaras del consejo del condado. Estaba destinado a servir como centro cívico y recreativo para la ciudad y tiene un auditorio principal con capacidad para 300 personas, así como una cocina comercial y un bar. La sala recibió una mención regional del Real Instituto Australiano de Arquitectos en 2004.
La actual biblioteca pública de Taroom se inauguró en 1976.
Taroom apareció en los titulares de las noticias nacionales en diciembre de 2014 cuando un hombre y dos niños fueron encontrados cerca de la ciudad después de estar desaparecidos durante once días. El trío, formado por Steve Van Lonkhuyzen y sus dos hijos pequeños, había salido del suburbio de Lota en Brisbane el 11 de diciembre de 2014 para un viaje por carretera a Cairns cuando quedaron varados en el Parque Nacional Expedition al noroeste de Taroom, después de que su vehículo de cuatro ruedas -El vehículo quedó atascado. El Servicio de Policía de Queensland hizo un llamamiento al público para que ayudara a localizar al padre y a sus dos hijos después de que fueron denunciados como desaparecidos cuando no pudieron llegar a Cairns como estaba previsto el 15 de diciembre de 2014. La última comunicación conocida del hombre fue una llamada telefónica realizada desde Taroom. Un ganadero local de Taroom finalmente localizó al trío el 21 de diciembre de 2014 mientras los buscaba en el parque nacional después de ver informes de los medios sobre su desaparición y darse cuenta de que había presenciado su vehículo ingresar al parque nacional varios días antes. Se informó que habían sobrevivido recogiendo agua de lluvia y comiendo pan mohoso. Los dos niños fueron ingresados en el Hospital Taroom como medida de precaución debido a la desnutrición.
El 29 de septiembre de 2018, Taroom & District Historical Society Inc y Taroom RSL Sub Branch trabajaron juntos para preservar el Memorial de Guerra de 1973 trasladándolo de Leichhardt Park al Museo Taroom en 17 Kelman Street, Taroom (en el sitio original de la Escuela Estatal Taroom 1871-1956).[cita requerida]

## Gobierno local
Taroom era parte de la Comarca de Taroom hasta que las fusiones de gobiernos locales de 2008 dieron como resultado la división de la Comarca de Taroom y la parte norte (incluida la propia Taroom) pasó a formar parte del Shire de Banana y la parte sur pasó a formar parte de la Región de Dalby. Más tarde pasó a llamarseRegión de Western Downs.

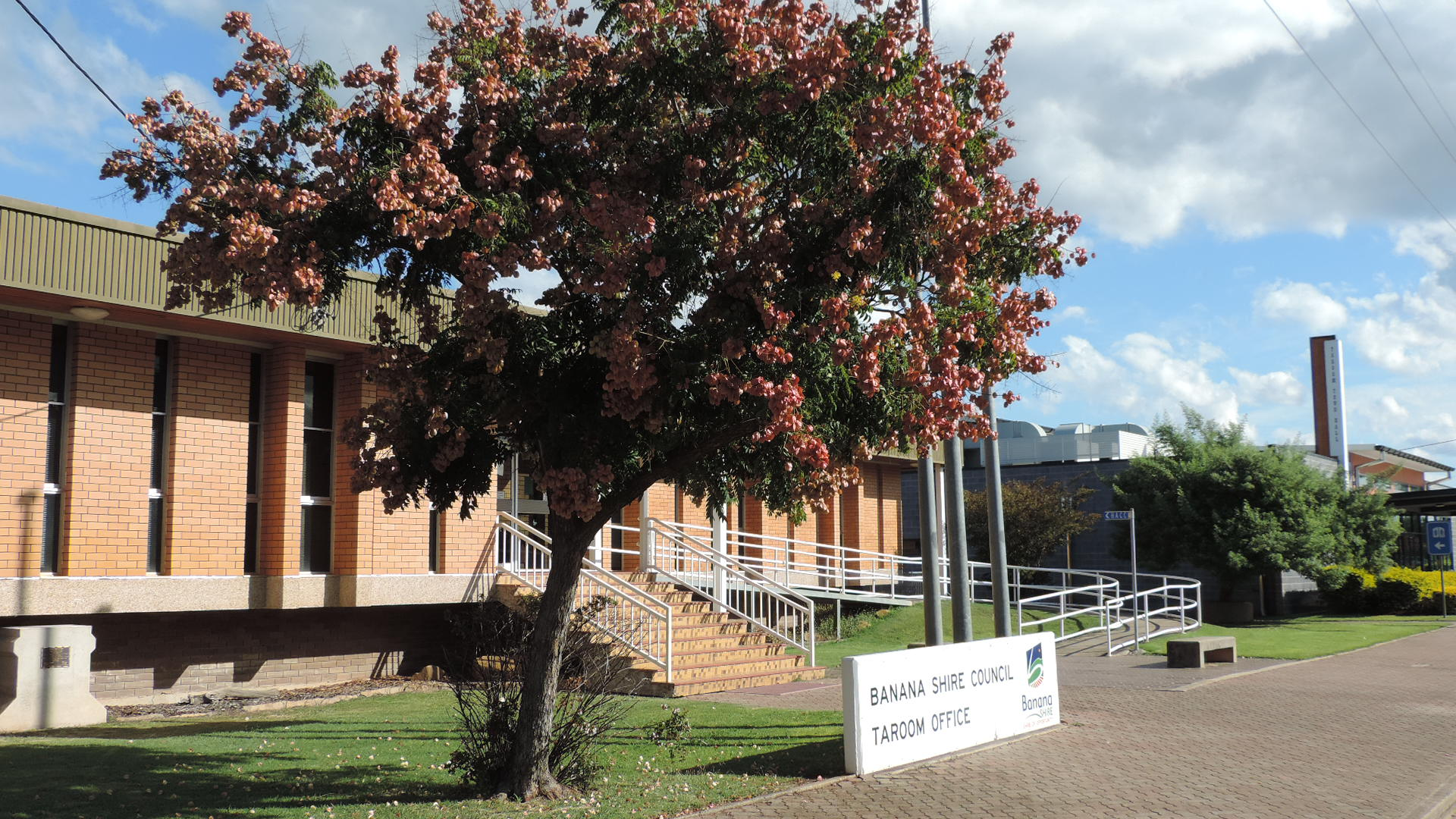
Oficinas del Consejo de Banana Shire, Taroom, 2014

El Consejo del Shire de Banana tiene una oficina administrativa en Yaldwyn Street; este edificio es la antigua Cámara del Consejo de Taroom Shire.
La última persona en ocupar el cargo de alcalde del Consejo de Taroom Shire, Don Stiller, criticó la decisión de colocar a Taroom en el Shire de Banana. En 2011, dijo que la ciudad habría estado mucho mejor si se hubiera incorporado al área del Consejo Regional de Western Downs, lo que coincidió con declaraciones anteriores del miembro estatal de Callide Jeff Seeney, quien había descrito la decisión de hacer de Taroom parte de Banana Shire. como "escandaloso".
Sin embargo, el alcalde del Consejo Regional de Western Downs, Ray Brown, no apoyó el punto de vista de Don Stiller, afirmando que su prioridad era abordar los problemas en el área de su consejo existente y no estaba interesado en analizar ningún cambio propuesto en los límites del consejo que llevaría a Taroom al Oeste. Área del Consejo Regional de Downs.

## Economía
Taroom es un importante centro para la industria cárnica de Queensland. Otras industrias incluyen el trigo duro de primera calidad y la ingeniería de montes.

## Educación

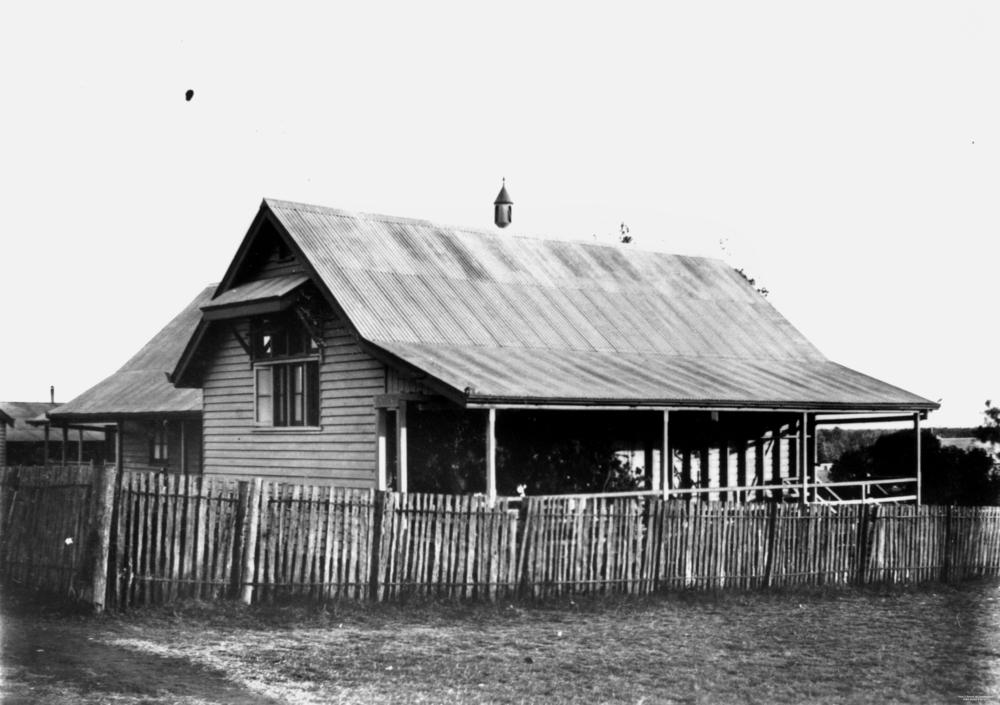
Escuela estatal de Taroom, alrededor de 1912

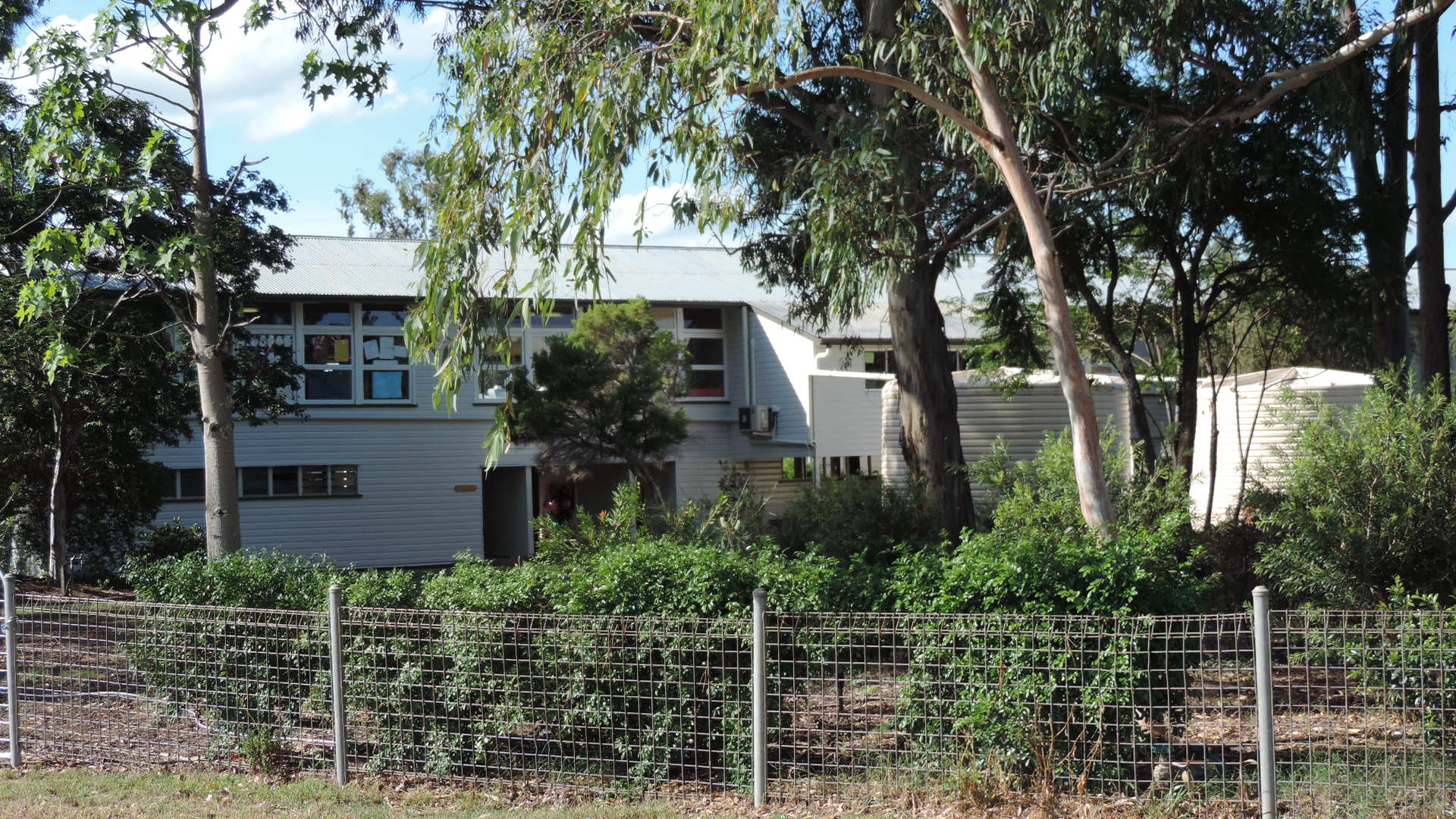
Escuela Estatal Taroom P-10, 2014

Taroom State School es una escuela gubernamental P-10 ubicada en Wolsey Street.
Durante 94 años, Taroom también tuvo una escuela primaria católica llamada St Mary's Primary School. Sin embargo, la oficina de Educación Católica en Toowoomba anunció en abril de 2015 que cerraría la escuela St Mary's en Taroom el 26 de junio de 2015. El cierre de St Mary's significa que St John's School en Roma y St Joseph's School en Chinchilla son ahora las escuelas católicas más cercanas a Taroom. El director de St Mary's dijo que no se le permitía comentar públicamente sobre el asunto, pero el director ejecutivo de Educación Católica en Toowoomba dijo en un comunicado que la decisión de cerrar la escuela se tomó con "cuidadosa consideración".

## Instalaciones
Banana Shire Council opera una biblioteca en 24 Yaldwyn Street.

## Turismo
Taroom tiene un raro molino de viento de diseño inusual ubicado a orillas del río Dawson. El molino de viento fue producido por Steel Wings Company, en el norte de Sidney, entre 1907 y 1911, uno de los seis modelos jamás construidos. Los molinos de viento constan de una estructura de acero y un ventilador que gira con el viento entre un cojinete en la parte inferior y un pivote en la parte superior, todo ello sostenido por cables tensores. Junto con otro ejemplo en Jerilderie en Riverina, los molinos de viento completamente restaurados son los únicos dos ejemplos en funcionamiento conocidos en el mundo diseñados para que su ventilador esté contenido y gire dentro de un marco totalmente giratorio.

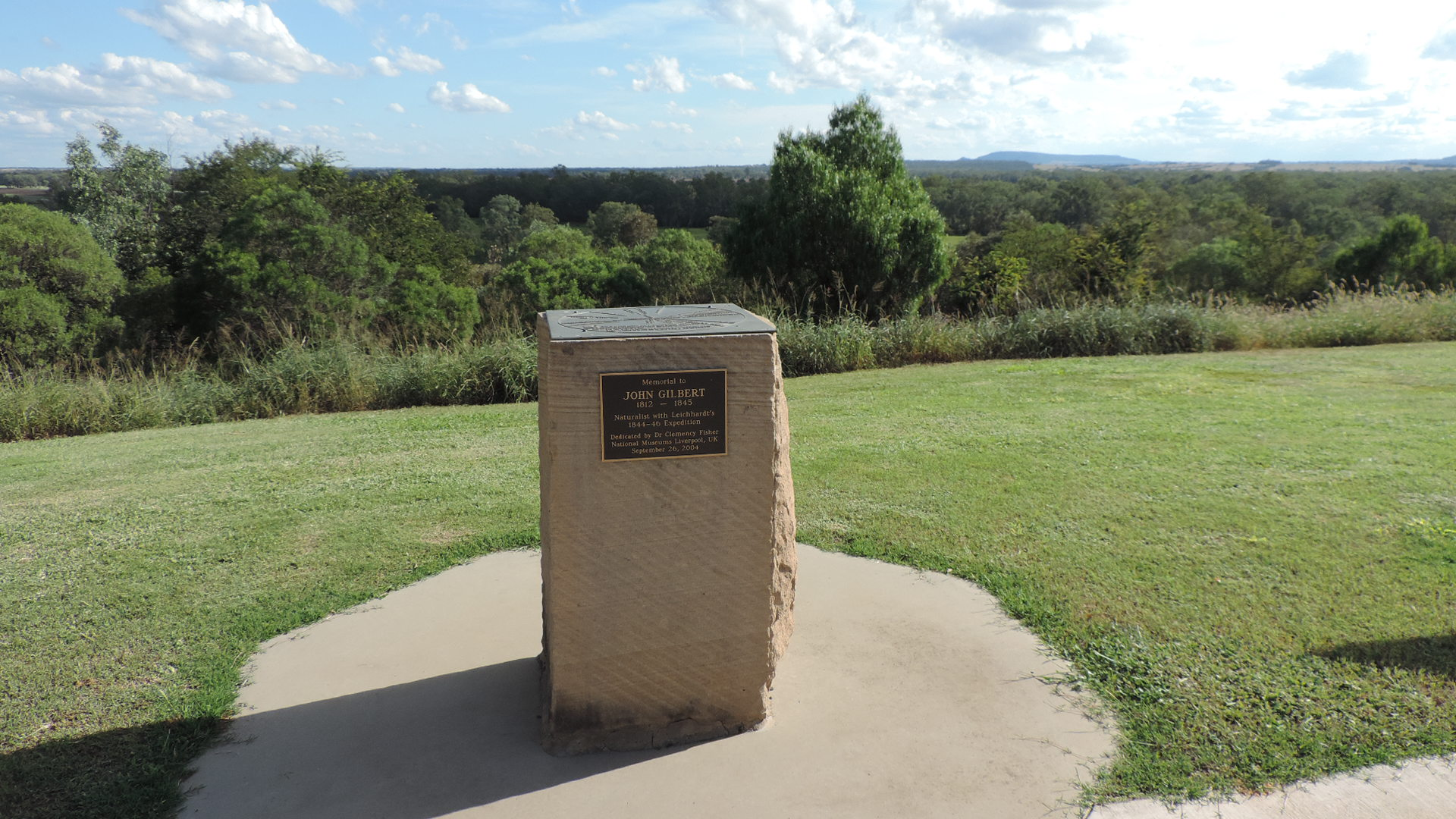
Memorial de John Gilbert en Gilbert's Lookup, 2014

Hay un mirador en lo alto de Kelman Street, conocido como Gilbert's Lookout en honor a John Gilbert, un naturalista que participó en la expedición de 1844 de Ludwig Leichhardt . Hay un monumento a Gilbert en el mirador. Gilbert murió cuando un aborigen lo atravesó con una lanza en el río Mitchell cerca de Dunbar, Queensland, cerca del golfo de Carpentaria. El mirador ofrece vistas panorámicas de la ciudad y el campo circundante.
En 2013, se presentó una propuesta para renovar y convertir las antiguas Cámaras del Consejo de Taroom Shire en una atracción turística que detallaría la vida y los logros de Ludwig Leichhardt. El concejal de Banana Shire, Vaughan Becker, dijo que las características del Centro Leichhardt incorporarían la sensación de museo, centro de interpretación, recurso educativo y un tributo a los logros del explorador. El concejal Becker se reunió con representantes de la Embajada de Alemania, el Departamento de Asuntos Exteriores, el Museo de Queensland y la Universidad de Queensland para discutir la propuesta.
Sue Boyce, Ken O'Dowd y el alcalde del Consejo de Banana Shire, Ron Carige, apoyaron públicamente la propuesta.
El parque nacional Garganta Isla, el parque nacional Precipicio y el parque nacional Expedition están todos cerca.

## Transporte

### Servicio de autocar
La empresa Greyhound Australia ofrece servicios de autocares de larga distancia en todo el interior de Queensland, incluido un servicio Toowoomba - Rockhampton que los residentes de Taroom pueden utilizar. El servicio con destino a Rockhampton para en Taroom los lunes, miércoles y viernes mientras que el servicio de regreso con destino a Toowoomba para en la ciudad los domingos, martes y jueves.

### Aeropuerto
El aeropuerto de Taroom está situado a 20 kilómetros al sureste de la ciudad y es utilizado por aviones privados, servicios de emergencia y la industria de recursos para llevar a los trabajadores dentro y fuera de la región. En 2015, se anunció que Banana Shire Council recibió más de $124,000 en fondos para mejorar la cerca a prueba de animales en la pista de aterrizaje. En ese momento, el entonces alcalde de Banana Shire, Ron Carige, dijo que el consejo estaba negociando con QGC con la esperanza de que la compañía aumentara su uso del aeropuerto. También dijo que se estaba realizando una mejora del aeropuerto, ya que se había convertido en una parte integral de la infraestructura de la comarca.

### Transporte pesado
Los camioneros pasan con frecuencia por Taroom utilizando la carretera Leichhardt, la carretera Roma-Taroom que conecta con la carretera Carnarvon al norte de Roma o la carretera Taroom-Bauhinia que conecta con la carretera Dawson entre Bauhinia Downs y Moura. Con frecuencia se ven camiones estacionados cerca de la entrada norte de la ciudad, ya que los conductores utilizan Taroom como un lugar conveniente para tomar sus descansos designados, revisar sus cargas y comer durante sus largos viajes entre las regiones del sur y central de Queensland.
En laexplosión de Taroom de 1972, tres hombres murieron cuando un camión parado que transportaba nitrato de amonio que se había incendiado explotó en la carretera Taroom-Bauhinia, al noroeste de Taroom. Los tres hombres eran el conductor y dos hermanos de una propiedad cercana que habían subido en motocicletas hasta el camión en llamas para ayudar con el incendio inicial, que se creía que había sido causado por una falla en el sistema eléctrico del camión.
Mientras los tres hombres estaban cerca del camión, se produjo una importante explosión que quemó más de 2.000 acres de matorrales circundantes, arrancó árboles y dejó un profundo cráter en el suelo donde había estado estacionado el camión en llamas. Se informó que la explosión fue tan fuerte que se escuchó en Moura y Theodore mientras los restos del camión destruido se esparcieron hasta a dos kilómetros de distancia. Se inauguró un monumento a los tres hombres en Taroom, lo que llevó a que se erigiera otro en el lugar del accidente en 2013.

### Enlace ferroviario propuesto
A diferencia de muchas ciudades del distrito, incluidas Theodore al norte y Wandoan al sur, Taroom nunca logró lograr un enlace ferroviario con la ciudad. Esto se produjo a pesar de una larga y reñida campaña de miembros de la comunidad de Taroom que presionaron constantemente al gobierno estatal a lo largo de principios del siglo XX en un intento por convencerlos de extender la línea ferroviaria de Wandoan hasta la ciudad. Durante la campaña de la ciudad para la ampliación del ferrocarril, se formó un grupo de presión local llamado Taroom Railway League.
Los delegados de Taroom se reunieron con representantes del gobierno en numerosas ocasiones para discutir el tema, pero la propuesta fue rechazada sistemáticamente por el gobierno, quien razonó que les resultaría difícil financiar a pesar de proporcionar a Taroom. con un enlace conveniente a Toowoomba durante una época en la que no mucha gente poseía vehículos de motor y quienes los tenían encontraban que los viajes de larga distancia eran lentos y difíciles debido a las pistas de tierra de mala calidad sobre terrenos desafiantes.
La falta de interés del gobierno combinada con la guerra y la plaga de tunas invasoras que sufrió la región obstaculizaron constantemente el proyecto.
En 1939 surgió otra propuesta para un ferrocarril sobre la cordillera de Carnarvon para unir Springsure con Wandoan a través de Rolleston y Taroom.
La discusión sobre el enlace ferroviario entre Wandoan y Taroom continuó hasta la década de 1940 pero las mejoras en las condiciones de las carreteras, los vehículos más rápidos y la desaparición de muchos ramales ferroviarios hicieron que el entusiasmo por el enlace ferroviario con Taroom se disipara en la segunda mitad del siglo XX. siglo.
Actualmente existe una propuesta para construir una línea ferroviaria en la cuenca de Surat para conectar el sistema ferroviario occidental en Wandoan con la línea ferroviaria de Moura para el transporte de carbón al puerto de Gladstone. Según los mapas de la línea propuesta, se espera que pase por alto Taroom en favor de un enlace más rápido y más corto entre Wandoan y Banana vía Cracovia.

## Inundación
Con el municipio situado a orillas del río Dawson, la comunidad de Taroom experimenta inundaciones ocasionales y ha registrado cuatro inundaciones importantes desde el asentamiento europeo.

### Inundación de 1890
La mayor inundación de Taroom se produjo en 1890 y las aguas alcanzaron los 8,74 metros sobre el nivel del suelo. La altura de esta inundación está marcada en la parte inferior del árbol Leichhardt en la calle Yaldwyn como un recordatorio de la enormidad de la inundación de 1890.

### Inundación de 2010
La segunda inundación más grande de la ciudad se registró en diciembre de 2010 durante el desastre de las inundaciones estatales de Queensland de 2010-2011 cuando las aguas del Dawson alcanzaron su punto máximo el 29 de diciembre de 2010 a 4,39 metros sobre el nivel del suelo, aislando a Taroom durante varias semanas. La inundación dañó gravemente la estación de servicio local y una pareja que vivía en una propiedad ganadera remota cerca de Taroom quedó varada en su techo durante ocho horas antes de ser rescatada en helicóptero.
Una vez que las aguas disminuyeron, se celebró un evento benéfico en el hotel Leichhardt de Taroom para recaudar fondos para las víctimas de las inundaciones. Al evento asistieron el jugador de la liga de rugby Jason Hetherington y el comentarista de la liga de rugby Jason Costigan. Se recaudó un total de $24,000 que fueron donados al Grupo de Cuidados Paliativos y Cáncer del Distrito de Taroom, quien luego los distribuyó entre las víctimas de las inundaciones locales.
Un residente de Taroom recopiló fotografías de la inundación y las incluyó en un libro titulado Taroom 2010-2011: Rain, Rain, Go Away. Come Again Another Day y el dinero recaudado con la venta del libro se donará a las víctimas de las inundaciones locales.
Inundaciones más pequeñas precedieron y sucedieron a esta gran inundación cuando el río Dawson se desbordó en marzo de 2010 y abril de 2011.
La inundación de 2010 también ilustró cuán valiosa es la altura del río registrada en Taroom para las personas que viven cerca del río Dawson más abajo, como aquellos que viven en o cerca de ciudades como Theodore, Moura, Baralaba y Duaringa. Como tal, las alturas del río en Taroom también sirvieron como una buena indicación de cuánta agua de inundación finalmente fluiría a través de Rockhampton cuando las aguas de la inundación en el río Dawson se encontraron con el ya crecido río Mackenzie y entraron en el río Fitzroy.
Cuando el río Dawson en Taroom comenzó a alcanzar alturas tan grandes, llegando finalmente a un máximo de 10,43 metros (4,39 metros sobre el nivel del suelo), indicó a las autoridades que era necesario organizar una evacuación masiva de Theodore, ya que era probable que el río inundara toda la zona. ciudad cuando llegaron las aguas de Taroom.

### Inundación de 1956
La tercera mayor inundación en Taroom se registró en 1956, cuando el río alcanzó su punto máximo a 3,23 metros sobre el nivel del suelo el 11 de febrero de 1956. Esta inundación, combinada con las graves inundaciones del río Nogoa, provocó que se registraran altos niveles de inundación en Rockhampton el 23 de febrero de 1956.

### Inundación de 1983
La cuarta inundación más grande de Taroom ocurrió en 1983 cuando las aguas del río Dawson alcanzaron un máximo de 1,42 metros sobre el nivel del suelo.

### Proyecto de marcador de inundaciones históricas
Las cuatro inundaciones principales están marcadas en un poste marcador de inundaciones codificado por colores ubicado en la entrada norte de la ciudad, cerca del molino de viento de Steel Wing. El color de los marcadores individuales corresponde al color del texto en el panel informativo que rodea el poste. El marcador de inundaciones se instaló después del evento de 2010 con fondos proporcionados como parte de un Paquete de Recuperación y Desarrollo Comunitario, que fue una iniciativa conjunta entre el Gobierno de Australia y el Gobierno de Queensland.

### Cruces de ríos
Proporcionar un cruce de río adecuado que permita a los viajeros de la autopista Leichhardt cruzar el río en Taroom ha resultado un desafío debido a las inundaciones que experimenta el río Dawson. En total, se han construido cuatro puentes sobre el río Dawson. El primer puente se construyó en 1863. El segundo puente se inauguró en 1863 y el cabezal y algunos de los pilotes originales todavía son visibles hoy. Se construyó un tercer puente sobre el río Dawson en 1956 y todavía existe en la actualidad. Aunque ahora está cerrado al tráfico de vehículos, permanece abierto para peatones y ciclistas. Este puente también es un lugar popular para que los pescadores locales se sienten y lancen caña en el río.
El cuarto puente de Taroom es el puente William Harold Copeland, que se inauguró en 1990 y lleva el nombre del alcalde de Taroom Shire. Aunque está construido por encima de lo que se considera un nivel de inundación normal, sigue cerrado cuando se producen inundaciones importantes.

## Eventos
Cada enero, Taroom celebra sus Carreras de Año Nuevo.
En marzo se lleva a cabo la competencia anual de redacción de campamentos del Día de San Patricio, mientras que cada abril se lleva a cabo la competencia de redacción de campamentos Golden Horse Shoe.
La Exposición Agrícola anual Taroom se lleva a cabo en mayo.
Taroom organiza una competición de pesca cada año en junio en Glebe Weir.
La Asociación Australiana de Rodeo Profesional organiza un rodeo todos los años en Taroom en julio.
En septiembre se celebra anualmente el festival Leichhardt y las carreras de primavera.
El Carnaval de Taroom Polocrosse se celebra anualmente.

## Patrimonio
Taroom tiene varios sitios catalogados como patrimonio, que incluyen:
- El camino Hornet Bank, Eurombah: Tumba y monumento conmemorativo de la familia Fraser, Hornet Bank[47]
- en Bundulla: antiguo asentamiento aborigen Taroom[48]
- Carretera Taroom-Cracovia, Glebe: La granja Glebe[49]
- Calle Yaldwyn: Árbol Leichhardt[50]

## Medios de comunicación

### Periódicos
Taroom en sí carece de un periódico local, sin embargo, el periódico semanal de Biloela, Central Telegraph, divulga con regularidad noticias de interés para la zona de Taroom y además incluye una columna semanal redactada por un corresponsal local de Taroom que se enfoca principalmente en los eventos sociales que tienen lugar en Taroom.
Otras publicaciones regionales de las áreas de Darling Downs y Maranoa se pueden adquirir en la agencia de noticias local, como el Roma's Western Star, Chinchilla News y The Chronicle de Toowoomba.

### Radio
A pesar de que Taroom carece de una estación de radio local, cuenta con múltiples repetidores de FM distribuidos por la ciudad con el fin de asegurar una recepción nítida de diversas emisoras que emiten desde otros lugares, como ABC Southern Queensland, ABC Radio National, The Breeze, Rebel FM y Vision Radio.
| Nombre                    | Frecuencia | Dueño                                    |
| ------------------------- | ---------- | ---------------------------------------- |
| Radio Visión              | 87.6FM     | Radiodifusores cristianos unidos         |
| FM rebelde                | 92.5FM     | Medios rebeldes                          |
| La brisa                  | 94.1FM     | Medios rebeldes                          |
| ABC del sur de Queensland | 106.1 FM   | Corporación Australiana de Radiodifusión |
| Radio ABC Nacional        | 107.7 FM   | Corporación Australiana de Radiodifusión |

### Televisión
A pesar de que comúnmente se piensa que Taroom forma parte del centro de Queensland, debido a que la ciudad se encuentra dentro de Banana Shire y en los distritos electorales de Callide y Flynn, en realidad está situada fuera de las áreas de licencia de televisión de Rockhampton y Toowoomba, dentro de la Región Central Remota y el Área de Licencia del Este de Australia.
Por consiguiente, en vez de sintonizar las emisoras de televisión de Rockhampton que llegan hasta Gladstone, Biloela y tan al sur como Theodore, o las emisoras de Toowoomba que alcanzan tan al oeste como Miles, Taroom recibe Imparja Television, Southern Cross Television y Ten Central desde Australia Central a través del Viewer. Utiliza el servicio de Televisión Satélite.
Todavía es posible ver las ediciones locales de Central Queensland y Darling Downs de WIN News y Seven News, así como otros servicios de noticias regionales, en los canales 401-420 en el servicio VAST.

## Cultura popular
Josh Arnold, el cantante de música country australiano, ha colaborado en dos ocasiones con los miembros de la comunidad Taroom durante la grabación de vídeos musicales como parte de su proyecto Small Town Culture.
En el año 2013, Arnold grabó un vídeo en Taroom y sus alrededores, en el cual se podían ver a niños locales en diferentes escenas entonando su canción escolar titulada "Unámonos y crezcamos juntos, Taroom".
En el año 2016, Arnold volvió a Taroom con el propósito de grabar nuevamente a los niños locales que habían participado en un video musical junto a otros estudiantes de la escuela y residentes de diferentes partes de Banana Shire. Este video musical fue realizado para la canción titulada "Prepárate para Agarrar y Marchar". La producción de la canción y el video fue iniciada por el Consejo de Banana Shire como parte de su Programa de Recuperación Comunitaria, el cual tiene como objetivo principal preparar a la población del condado para enfrentar desastres naturales como inundaciones y ciclones.

## Demografía
| Año  | Población | Notas |
| ---- | --------- | ----- |
| 2001 | 691       |       |
| 2006 | 629       |       |
| 2011 | 897       |       |
| 2016 | 869       |       |